# Турніри 1-ї категорії WTA 1992
У таблиці нижче наведено турніри 1-ї категорії в рамках Туру WTA 1992.

## Одиночний розряд
| Турнір                                | Покриття | Тиждень    | Переможниця                 | фіналістка        | півфіналістки                         | чвертьфіналістки                                                           |
| ------------------------------------- | -------- | ---------- | --------------------------- | ----------------- | ------------------------------------- | -------------------------------------------------------------------------- |
| Бока-Ратон                            | Хард     | 2 березня  | Штеффі Граф 3–6, 6–2, 6–0   | Кончіта Мартінес  | Мері Джо Фернандес Аманда Кетцер      | Зіна Гаррісон-Джексон Наталі Тозья Барбара Ріттнер Габріела Сабатіні       |
| Кі-Біскейн                            | Хард     | 9 березня  | Аранча Санчес 6–1, 6–4      | Габріела Сабатіні | Дженніфер Капріаті Штеффі Граф        | Моніка Селеш Аманда Кетцер Емі Фрейзер Мері Джо Фернандес                  |
| Гілтон-Гед-Айленд (Південна Кароліна) | Ґрунт    | 30 березня | Габріела Сабатіні 6–1, 6–4  | Кончіта Мартінес  | Бренда Шульц-Маккарті Аранча Санчес   | Патрісія Гай-Буле Керолайн Кулмен Лейла Месхі Наташа Звєрєва               |
| Рим                                   | Ґрунт    | 4 травня   | Габріела Сабатіні 7–5, 6–4  | Моніка Селеш      | Аманда Кетцер Мері Джо Фернандес      | Лейла Месхі Наташа Звєрєва Анке Губер Наталі Тозья                         |
| Берлін                                | Ґрунт    | 11 травня  | Штеффі Граф 4–6, 7–5, 6–2   | Аранча Санчес     | Дженніфер Капріаті Мері Джо Фернандес | Жюлі Алар-Декюжі Радка Зрубакова Сандра Чеккіні Сабін Аппельманс           |
| Монреаль                              | Хард     | 17 серпня  | Аранча Санчес 6–3, 4–6, 6–4 | Моніка Селеш      | Лорі Макніл Гелена Сукова             | Патрісія Гай-Буле Мануела Малєєва-Франьєре Мері Джо Фернандес Наталі Тозья |